# Edite Estrela
Edite de Fátima Santos Marreiros Estrela (ur. 28 października 1949 w Carrazeda de Ansiães) – portugalska polityk, filolog i dziennikarka, burmistrz Sintry (1994–2002), posłanka do Parlamentu Europejskiego VI i VII kadencji, deputowana krajowa.

## Życiorys
W 1973 uzyskała licencjat z dziedziny filologii klasycznej, po czym pracowała jako nauczycielka literatury portugalskiej (do 1986). W 1987 uzyskała magisterium z dziedziny komunikacji społecznej. Zatrudniona w publicznym radiu i telewizji jako autorka i prezenterka programów na temat języka portugalskiego. Współpracowała z dziennikami i przeglądami informacyjnymi. Od 1988 do 1994 pełniła obowiązki wiceprzewodniczącej portugalskiego stowarzyszenia pisarzy.
W 1981 wstąpiła do Partii Socjalistycznej, była jej sekretarzem krajowym oraz przewodniczącą w Sintrze (1998–2004). Wybrana na radną Sintry, objęła w 1994 funkcję burmistrza (presidente da câmara municipal). Stanowisko to zajmowała do 2002. W tym samym czasie była wiceprzewodniczącą rady metropolii Lizbona (1995–2002). Z racji pełnienia funkcji samorządowych wchodziła w skład Komitetu Regionów jako zastępca członka (1994–1999) oraz członek (1999–2002).
W 1987 po raz pierwszy uzyskała mandat posłanki do Zgromadzenia Republiki, ponownie wybierana w 1991, 1999 (nie objęła mandatu) i 2002. Podczas pełnienia tej funkcji zasiadała w Unii Międzyparlamentarnej. W 2004 została wybrana do PE. Powołano ją na wiceprzewodniczącą Komisji Praw Kobiet i Równouprawnienia. Zasiadała również w Komisji Ochrony Środowiska Naturalnego, Zdrowia Publicznego i Bezpieczeństwa Żywności. Była przewodniczącą delegacji portugalskich socjalistów, zajmowała się również stosunkami z Chińską Republiką Ludową. W 2009 uzyskała reelekcję do Europarlamentu, mandat europosłanki sprawowała do 2014. W wyniku wyborów w 2015 powróciła do Zgromadzenia Republiki (reelekcja w 2019, 2022, 2024 i 2025).